# Hear Nothing See Nothing Say Nothing
Hear Nothing See Nothing Say Nothing — дебютный студийный альбом английской хардкор-панк-группы Discharge, выпущенный 21 мая 1982 года на лейбле Clay Records.
Альбом характерен минималистичным подходом к музыке и текстам, тяжёлым, искажённым и скрежетащим гитарным звуком и кричащим вокалом, похожим на политический спич с антивоенной направленностью. AllMusic называет звучание группы «высокоскоростной шумовой перегрузкой», характеризующейся «свирепыми шумовыми взрывами».
Альбом считается очень важной ступенью в эволюции экстремальных форм метала и панка, предтечей для таких жанров, как трэш-метал, блэк-метал, краст-панк и грайндкор.

## Отзывы и наследие
| Оценки критиков | Оценки критиков |
| Источник        | Оценка          |
| --------------- | --------------- |
| AllMusic        | [ 1 ]           |
| Punknews        | [ 2 ]           |

Альбом был высоко оценен музыкальными критиками и профильной прессой. Так, Hear Nothing See Nothing Say Nothing занял первое место в опросе лучшего панк-альбома всех времён, организованного журналом Terrorizer. В книге Дэвида Коноу посвящённой истории хэви-метала он называет пластинку «… главным достижением группы, безжалостно брутальным шедевром». Альбом занял второе место в чарте инди-альбомов и сороковое в UK Albums Chart. В начале 1980-х «культовые панк-журналы, такие как Flipside, которые могли создать или разрушить репутацию [группы], объявили их [Discharge] „чертовски великолепными“». Treble zine назвал Nothing See Nothing Say Nothing одним из десяти важнейших хардкор-альбомов в истории звукозаписи, наряду с Damaged (Black Flag) и Fresh Fruit for Rotting Vegetables (Dead Kennedys). По мнению редакции журнала Treble, музыка на HNSNSN была «намного, намного тяжелее», чем творчество предыдущих панк-груп, она повлияла на «панк-рок [и] … металлическое сообщество» своим «сырым и интенсивным» звуком, отмечается в статье. Гитарист Anthrax Скотт Иэн, чья группа выпустила кавер-версию песни «Protest and Survive» в альбоме-сборнике Attack of the Killer B’s (1991), заявил в 2015 году, что «Когда ты включаешь альбом Hear Nothing, See Nothing, Say Nothing сейчас, по прошествии стольких лет, он по-прежнему звучит так же тяжело и брутально, как в былые годы».
Группа регулярно гастролировала по Великобритании, часто выступая с местными группами, такими как GBH и The Exploited. Благодаря успеху альбома она также посетила с концертами Канаду, США, Италию, Югославию, Финляндию, Швецию и Нидерланды.

## Список композиций
Слова и музыка всех песен — написаны Discharge (Кэл Моррис, Боунс, Рэйни и Гарри Молони).
| №  | Название                               | Длительность |
| -- | -------------------------------------- | ------------ |
| 1. | «Hear Nothing See Nothing Say Nothing» | 1:33         |
| 2. | «The Nightmare Continues»              | 1:51         |
| 3. | «The Final Blood Bath»                 | 1:42         |
| 4. | «Protest and Survive»                  | 2:17         |
| 5. | «I Won't Subscribe»                    | 1:39         |
| 6. | «Drunk With Power»                     | 2:46         |
| 7. | «Meanwhile»                            | 1:30         |

| №  | Название                                | Длительность |
| -- | --------------------------------------- | ------------ |
| 1. | «A Hell on Earth»                       | 1:54         |
| 2. | «Cries of Help»                         | 3:07         |
| 3. | «The Possibility of Life's Destruction» | 1:17         |
| 4. | «Q: And Children? A: And Children»      | 1:49         |
| 5. | «The Blood Runs Red»                    | 1:36         |
| 6. | «Free Speech for the Dumb»              | 2:18         |
| 7. | «The End»                               | 2:32         |

| №   | Название                               | Оригинальный альбом                                                       | Длительность |
| --- | -------------------------------------- | ------------------------------------------------------------------------- | ------------ |
| 15. | «Never Again»                          | Never Again (1981)                                                        | 2:23         |
| 16. | «Death Dealers»                        | Never Again (1981)                                                        | 1:44         |
| 17. | «Two Monstrous Nuclear Stockpiles»     | Never Again (1981)                                                        | 1:10         |
| 18. | «State Violence State Control»         | "State Violence, State Control" (1982)                                    | 2:45         |
| 19. | «Doomsday»                             | "State Violence, State Control" (1982)                                    | 2:40         |
| 20. | «Warning»                              | Warning: Her Majesty’s Government Can Seriously Damage Your Health (1983) | 2:50         |
| 21. | «Where There Is a Will There Is a Way» | Warning: Her Majesty's Government Can Seriously Damage Your Health (1983) | 2:06         |
| 22. | «In Defence of Our Future»             | Warning: Her Majesty's Government Can Seriously Damage Your Health (1983) | 2:07         |
| 23. | «Anger Burning»                        | Warning: Her Majesty's Government Can Seriously Damage Your Health (1983) | 2:31         |

## Участники записи
- Кэл Моррис — вокал
- Боунс — гитара
- Рэйни — бас
- Гарри Молони — ударные
- Майк «Клэй» Стоун — продюсер